# Montaguto
Montaguto ist eine italienische Gemeinde (comune) mit 338 Einwohnern (Stand 31. Dezember 2023) in der Provinz Avellino, Region Kampanien. Sie ist Teil der Berggemeinschaft Ufita.

## Geografie
Montaguto liegt etwa 75 km nordnordöstlich von Avellino in den Monti della Daunia, einer Untergruppe des Kampanischen Apennins, an der Grenze der zur Region Apulien gehörenden Provinz Foggia. Der Ort befindet sich auf einem Felsvorsprung auf einer Höhe von 730 m s.l.m. auf der orographisch rechten Talseite im oberen Tal des Cervaro.
Die Nachbargemeinden sind Greci, Orsara di Puglia (FG), Panni (FG), und Savignano Irpino.

## Geschichte
Montaguto wurde erstmals 1118 urkundlich erwähnt, als die Ländereien der Gegend dem Bistum Bovino unterstanden. Vermutlich bestand der Ort aber schon wesentlich früher. In der Römischen Kaiserzeit führte die Via Appia Traiana vorbei.
Ab dem 13. Jahrhundert fiel Montaguto unter den Einflussbereich verschiedener Adelsfamilien, wie den Herren von Flumeri oder den d’Aquino aus Grottaminarda. 1320 ließ sich eine Gruppe Waldenser im Ort nieder, die der Inquisition in Südfrankreich entkommen waren. 1343 ging Montaguto in den Besitz von Raimondo del Balzo über. Ab dem 15. Jahrhundert unterstand der Ort einem Familienzweig der Orsini, dann den Adorno und schließlich der Familie de Bernardo.
Zu Beginn des 17. Jahrhunderts gelangte Montaguto in den Besitz der aus Neapel stammenden Capece-Zurlo, die sich den Titel „Prinzen von Montaguto“ zu eigen machten. Im Zuge einer Pestepidemie 1656 verließen die meisten Einwohner den Ort. Nach dem Wiederaufbau 1707 kehrte auch die Bevölkerung nach Montaguto zurück. In der Mitte des 18. Jahrhunderts fiel das Dorf in den Besitz der ebenfalls aus Neapel stammenden Familie Spinelli. 1807 wurde Montaguto an die Provinz Capitanata angeschlossen. 1861 fiel der Ort an das Fürstentum Ulteriore und schließlich an die Provinz Avellino. Im Laufe des 20. Jahrhunderts emigrierte ein Großteil der Bevölkerung auf der Suche nach besseren Lebensbedingungen. Infolgedessen verkleinerte sich auch die landwirtschaftlich genutzte Fläche und die Bewirtschaftung vieler Felder wurde aufgegeben.

### Bevölkerungsentwicklung
| Jahr      | 1861 | 1871 | 1881 | 1901 | 1911 | 1921 | 1931 | 1936 | 1951 | 1961 | 1971 | 1981 | 1991 | 2001 | 2011 | 2021 |
| --------- | ---- | ---- | ---- | ---- | ---- | ---- | ---- | ---- | ---- | ---- | ---- | ---- | ---- | ---- | ---- | ---- |
| Einwohner | 2117 | 2153 | 2106 | 2093 | 2243 | 2138 | 2417 | 2117 | 1757 | 1434 | 1007 | 910  | 740  | 577  | 451  | 350  |

Quelle: ISTAT

## Wirtschaft
Die Wirtschaft von Montaguto beruht vor allem auf der Landwirtschaft. Angebaut werden Getreide, Hülsenfrüchte, Gemüse und Obst. Des Weiteren wird Pastoralismus und Imkerei betrieben.

## Verkehr
Montaguto besitzt mit der Nachbargemeinde Nappi einen Bahnhof an der Bahnstrecke Caserta–Foggia, der allerdings seit 2010 nur noch vom Schienenersatzverkehr bedient wird. Die Gemeinde ist über die Provinzstraße SP 26 an die Staatsstraße SS 90 „delle Puglie“ angeschlossen.